# Ошавотт
Ошавотт (яп. ミジュマル Мидзюмару:, англ. Oshawott) — существо из серии игр, манги и аниме «Покемон», принадлежащей компаниям Nintendo и Game Freak. Ошавотт эволюционирует в Девотта, и затем в Самуротта после получения достаточного количества опыта в боях. Созданный Кэном Сугимори, он сначала появился в видеоиграх Pokémon Black и White, и позже появился в различных товарах, спин-оффах серии, анимационной и печатной адаптациях франшизы.
Ошавотт является покемоном-каланом и наряду со Снайви и Тепигом выдаётся в качестве стартового покемона начинающим тренерам в Black и White. В аниме один Ошавотт принадлежит главному герою, Эшу Кетчуму. До релиза игр у критиков возникло смешанное впечатление об Ошавотте, но со временем он был хорошо принят.

## Концепция и характеристики
Ошавотт является покемоном-каланом. Раковина на его животе состоит из тех же самых компонентов, что и когти покемона. Ошавотт может отделить раковину от своего тела и использовать её в качестве импровизированного меча. Ошавотт способен мгновенно блокировать вражеские атаки и наносить свои удары.
По словам разработчиков, дизайн Ошавотта разрабатывался с расчётом на то, чтобы покемон выглядел «симпатичным», но одновременно визуально подходил на роль «родителя» для двух других стартовых покемонов. Однажды в интервью Кэн Сугимори, создатель покемона, заявил, что игроки должны быть заинтересованы на том, чтобы их Ошавотт развивался. После осмотра настоящих каланов в зоопарке Сугимори решил сделать третью эволюционную ступень покемона основанной на морском льве, а раковину заменить на меч. Он также заявил, что дизайн эволюционных ступеней Ошавотта будет создан «в японском стиле». Кроме того, Сугимори отметил сильный характер покемона, сравнивая его со «звуком, который покемон издаёт при ходьбе». Впервые силуэт Ошавотта был представлен в эпизоде передачи Pokémon Sunday, показанном 9 мая 2010 года. После этого фанаты дали покемону прозвище «Уоттер» (англ. Wotter).

## Появления

### В играх
Впервые Ошавотт появился в игре Pokémon Black и White в качестве стартового покемона наряду со Снайви и Тепигом. После получения в боях достаточного количества опыта Ошавотт эволюционирует в Девотта, и затем в Самуротта. Все три покемона также включены в игру Learn with Pokémon: Typing Adventure.
Также Ошавотт вместе с Синдаквилом и Роулетом является одним из стартовых покемонов Pokémon Legends Arceus.

### В других адаптациях франшизы
В первом эпизоде аниме «Покемон: Чёрное и Белое» Ошавотт был стартовым покемоном в лаборатории профессора Джунипер. Он начал следовать за Эшем, потому что тот посчитал покемона симпатичным. После этого покемон спас Эша и Айрис от Команды R, а во время своего второго появления официально вступает в команду покемонов Эша.
В манге Pokémon Adventures Ошавотт фигурировал как один из трёх стартовых покемонов, живущих в лаборатории профессора Джунипер. Он появляется, когда Блэк, протагонист манги, случайно роняет коробку, в которой находились покемоны. В манге Pokémon Master Black & White Ошавотт стал стартовым покемоном тренера по имени Бьянка.

## Реакция
До релиза Black и White у критиков и фанатов сложилось смешанное впечатление об Ошавотте и его эволюциях. Опрос, проведённый журналом Official Nintendo Magazine почти сразу после презентации трёх новых стартовых покемонов, показал низкую популярность Ошавотта у читателей. Когда было названо имя покемона, он практически сразу получил прозвище «Уоттер», кроме того, фанаты пытались угадать внешний вид покемона, обрисовывая показанный в передаче силуэт. Кэролайн Гадмандсон, обозреватель сайта GamesRadar, написала, что кажущееся «хромающим» имя покемона, схожее с фанатским вариантом, на самом деле очень удачное, отметив в нём комбинацию слов Oshawa (Ошава, канадский город, названный в честь перевалочного пункта на реке) и otter (выдра). Редактор сайта 1UP.com Михаэль Вриланд проявил к имени покемона меньший интерес. Он отметил кажущуюся бессмысленность имени, а также привёл в качестве примера «менее очаровательного» покемона Пиплапа. Его коллега, Райан Винтерхальтер, описал Ошавотта как «котообразного» покемона. Редактор онлайн-издания The Escapist Том Гольдман посчитал, что имя Ошавотта является отсылкой к серии Metal Gear, где фигурировал персонаж по фамилии Оцелот. Другой редактор издания, Джон Фанк, долго думал над тем, какое животное скрывается за чёрным силуэтом, и пришёл к выводу, что это панда.
После релиза игр мнение об Ошавотте изменилось в лучшую сторону. Выпускается различный мерчендайз с Ошавоттом, в том числе игрушки и карты для игры официальной карточной игры. В 14 торговых центрах США работали промоутеры в костюмах Ошавотта, Снайви и Тепига. Обозреватель американского журнала Game Informer Джефф Марчиафава заявил: «Забегая вперёд, я назову Ошавотта хорошим выбором для новых игроков». Однако внешний вид покемона он посчитал весьма странным, а в ракушке на животе покемона он усмотрел «очевидный фаллический символ». Кэролайн Гадмандсон согласилась с ним по поводу того, что этот покемон подходит для начинающих тренеров. Устастники австралийского и британского отделений IGN Кэм Ши и Мартин Робинсон сказали, что в качестве своего стартового покемона выбрали Ошавотта; первый редактор сослался на то, что этот покемон вырастает очень сильным, а второй посчитал, что «другой вариант просто неправильный». Ещё один обозреватель IGN, Мартин Робинсон, описал покемона как «волевого» и «очаровательного»; его мнение разделил коллега Джек ДеВрайс. Другой сотрудник IGN, Сэм Клейборн, назвал дизайн Ошавотта «мерзостным». Редактор Official Nintendo Magazine Крис Шиллинг в своей статье «Oshawott’s New?» («Новизна Ошавотта») рассуждал о «безопасном, скучном дизайне» покемонов на ранних этапах игры.